# Activision Anthology
Activision Anthology (tạm dịch: Hợp tuyển Activision) là một bộ sưu tập hầu hết các game của hệ máy Atari 2600 do hãng Activision thực hiện cho các hệ máy khác nhau. Nó cũng bao gồm một số game đầu tiên do hãng Absolute Entertainment và Imagic đồng phát hành, cũng như một số game homebrew. Phiên bản Windows và Mac OS X có cùng tựa đề Activision Anthology Remix Edition. Phiên bản PlayStation Portable thì gọi là Activision Hits: Remixed.
Activision Anthology gồm các game gốc cổ điển của hệ máy Atari 2600 được giả lập trên những hệ máy hiện đại. tuy nhiên sau khi đạt được điểm cao trong một số game, người chơi có thể mở khóa chế độ đặc biệt, mà màu sắc bị biến dạng, hoặc trò chơi được chiếu lên một khối lập phương xoay như thêm phần khó khăn.
Anthology có một đầu ghi âm băng từ ảo với vài bài nhạc thập niên 1980 được cấp phép. Những âm thanh của đầu ghi âm băng từ ảo có thể được trộn lẫn với những âm thanh gốc của game, do đó cả âm thanh có thể nghe được dùng để giả lập chơi game trên TV trong khi có băng đang chạy trong nền.
Anthology sử dụng một căn phòng đứa trẻ ảo làm giao diện chính. Người chơi có thể phóng một vài tầm nhìn để kiểm tra bảng điểm, chọn trò chơi từ một chân đế xoay, thay đổi nhạc nền trên tầng băng ảo hoặc thay đổi những thiết lập của game trong khi được phóng to trên VCS 2600 ảo.
Sáu tựa game Atari 2600 do Activision sản xuất không có trong bản Activision Anthology, có thể do quyền sở hữu nằm ngoài giấy phép của họ. Các game bị loại trừ là Double Dragon, Ghostbusters, Ghostbusters II, Kung Fu Master, Rampage và Commando, dù Capcom đã giao quyền cho phép Activision chuyển trò Commando vào phiên bản PlayStation 2 của Activision Anthology. Ghostbusters II đã bị hủy bỏ trước khi Activision có thể phát hành nó, nhưng Salu thì được phát hành ở châu Âu dưới tên của họ vào năm 1992. Tương tự, tựa game Pete Rose Baseball của Absolute Entertainment đã được đổi tên thành Baseball, có lẽ do quyền cấp giấy phép tên của Pete Rose.

## Phiên bản Portable
Trong số các phiên bản Portable (tức hệ máy cầm tay), phiên bản Game Boy Advance là có nhiều game nhất, bao gồm một số game homebrew mà không xuất hiện trên các phiên bản PS2 hoặc PC. Nó không bao gồm trò Commando hoặc các tựa game của Imagic, cũng không chạy nhạc trong khi chơi. Các bản Portable có một số bài hát theo phong cách thập niên 80 tùy chỉnh được chơi trong màn hình giao diện.
Phiên bản PlayStation Portable có các tựa game của Imagic (Demon Attack, Atlantis, Moonsweeper), giả lập tốc độ đầy đủ và giai điệu đặc trưng của thập niên 1980 trên PS2 và PC, nhưng không bao gồm trò Commando hoặc các tựa game homebrew.
Cũng có một phiên bản mini của bộ sưu tập được phát hành trên điện thoại di động với chỉ có 3 tựa game là Pitfall, H.E.R.O.  và River Raid.

## Danh sách game
Có tổng cộng 58 game trong mỗi phiên bản kết hợp. Một vài game không xuất hiện trong một số phiên bản và được đề cập cho phù hợp.
| Tên gọi                  | Phát hành gốc | Windows | Mac   | PS2   | GBA   | DigiBlast | Nhà sản xuất | Chú thích                                   |
| ------------------------ | ------------- | ------- | ----- | ----- | ----- | --------- | ------------ | ------------------------------------------- |
| Barnstorming             | 1982          | Có      | Có    | Có    | Có    | Có        | Activision   |                                             |
| Baseball                 | 1988          | Có      | Có    | Có    | Có    | Có        | Activision   | tựa gốc Pete Rose Baseball                  |
| Beamrider                | 1983          | Có      | Có    | Có    | Có    | Có        | Activision   |                                             |
| Bloody Human Freeway     | NA            | Không   | Không | Không | Có    | Không     | Activision   | phiên bản gốc không phát hành của 'Freeway' |
| Boxing                   | 1980          | Có      | Có    | Có    | Có    | Có        | Activision   |                                             |
| Bridge                   | 1980          | Có      | Có    | Có    | Có    | Có        | Activision   |                                             |
| Checkers                 | 1980          | Có      | Có    | Có    | Có    | Có        | Activision   |                                             |
| Chopper Command          | 1982          | Có      | Có    | Có    | Có    | Có        | Activision   |                                             |
| Commando                 | 1988          | Không   | Không | Có    | Không | Không     | Activision   |                                             |
| Cosmic Commuter          |               | Có      | Có    | Có    | Có    | Có        | Activision   |                                             |
| Crackpots                |               | Có      | Có    | Có    | Có    | Có        | Activision   |                                             |
| Decathlon                |               | Có      | Có    | Có    | Có    | Có        | Activision   |                                             |
| Dolphin                  |               | Có      | Có    | Có    | Có    | Có        | Activision   |                                             |
| Dragster                 |               | Có      | Có    | Có    | Có    | Có        | Activision   |                                             |
| Enduro                   |               | Có      | Có    | Có    | Có    | Có        | Activision   |                                             |
| Fishing Derby            |               | Có      | Có    | Có    | Có    | Có        | Activision   |                                             |
| Freeway                  |               | Có      | Có    | Có    | Có    | Có        | Activision   |                                             |
| Frostbite                |               | Có      | Có    | Có    | Có    | Có        | Activision   |                                             |
| Grand Prix               |               | Có      | Có    | Có    | Có    | Có        | Activision   |                                             |
| H.E.R.O.                 |               | Có      | Có    | Có    | Có    | Có        | Activision   |                                             |
| Ice Hockey               |               | Có      | Có    | Có    | Có    | Có        | Activision   |                                             |
| Kabobber                 |               | Có      | Có    | Có    | Có    | Có        | Activision   | trước đây chưa được phát hành               |
| Kaboom!                  |               | Có      | Có    | Có    | Có    | Có        | Activision   |                                             |
| Keystone Kapers          |               | Có      | Có    | Có    | Có    | Có        | Activision   |                                             |
| Laser Blast              |               | Có      | Có    | Có    | Có    | Có        | Activision   |                                             |
| Megamania                |               | Có      | Có    | Có    | Có    | Có        | Activision   |                                             |
| Oink!                    |               | Có      | Có    | Có    | Có    | Có        | Activision   |                                             |
| Pitfall!                 |               | Có      | Có    | Có    | Có    | Có        | Activision   |                                             |
| Pitfall II: Lost Caverns |               | Có      | Có    | Có    | Có    | Có        | Activision   |                                             |
| Plaque Attack            |               | Có      | Có    | Có    | Có    | Có        | Activision   |                                             |
| Pressure Cooker          |               | Có      | Có    | Có    | Có    | Có        | Activision   |                                             |
| Private Eye              |               | Có      | Có    | Có    | Có    | Có        | Activision   |                                             |
| River Raid               |               | Có      | Có    | Có    | Có    | Có        | Activision   |                                             |
| River Raid II            |               | Có      | Có    | Có    | Có    | Có        | Activision   |                                             |
| Robot Tank               |               | Có      | Có    | Có    | Có    | Có        | Activision   |                                             |
| Seaquest                 |               | Có      | Có    | Có    | Có    | Có        | Activision   |                                             |
| Skateboardin'            |               | Có      | Có    | Có    | Có    | Có        | Activision   |                                             |
| Skiing                   |               | Có      | Có    | Có    | Có    | Có        | Activision   |                                             |
| Sky Jinks                |               | Có      | Có    | Có    | Có    | Có        | Activision   |                                             |
| Space Shuttle            |               | Có      | Có    | Có    | Có    | Có        | Activision   |                                             |
| Spider Fighter           |               | Có      | Có    | Có    | Có    | Có        | Activision   |                                             |
| Stampede                 |               | Có      | Có    | Có    | Có    | Có        | Activision   |                                             |
| Starmaster               |               | Có      | Có    | Có    | Có    | Có        | Activision   |                                             |
| Tennis                   |               | Có      | Có    | Có    | Có    | Có        | Activision   |                                             |
| Thwocker                 |               | Có      | Có    | Có    | Có    | Có        | Activision   | trước đây chưa được phát hành               |
| Title Match              |               | Có      | Có    | Có    | Có    | Có        | Activision   |                                             |
| Tomcat F14               |               | Có      | Có    | Có    | Có    | Có        | Activision   |                                             |
| Venetian Blinds          |               | Không   | Không | Không | Có    | Không     | Activision   |                                             |
| Atlantis                 |               | Có      | Có    | Có    | Không | Có        | Imagic       |                                             |
| Demon Attack             |               | Có      | Có    | Có    | Không | Có        | Imagic       |                                             |
| Moonsweeper              |               | Có      | Có    | Có    | Không | Có        | Imagic       |                                             |
| Climber 5                |               | Có      | Có    | Không | Có    | Không     | Homebrew     |                                             |
| Okie Dokie               |               | Có      | Có    | Không | Có    | Không     | Homebrew     |                                             |
| Oystron                  |               | Có      | Có    | Không | Có    | Không     | Homebrew     |                                             |
| Skeleton+                |               | Có      | Có    | Không | Có    | Không     | Homebrew     |                                             |
| Space Treat Deluxe       |               | Có      | Có    | Không | Có    | Không     | Homebrew     |                                             |
| Vault Assault            |               | Có      | Có    | Không | Có    | Không     | Homebrew     |                                             |
| Video Euchre             |               | Có      | Có    | Không | Có    | Không     | Homebrew     |                                             |
| Tên gọi                  | Phát hành gốc | Windows | Mac   | PS2   | GBA   | DigiBlast | Nhà sản xuất | Chú thích                                   |

## Đánh giá
- GameSpot - 7.3/10
- GameSpy - 80/100
- Gaming Age - B-
- Gaming Target - 8.5/10
- IGN - 8.5/10